# Globos de Ouro 2010

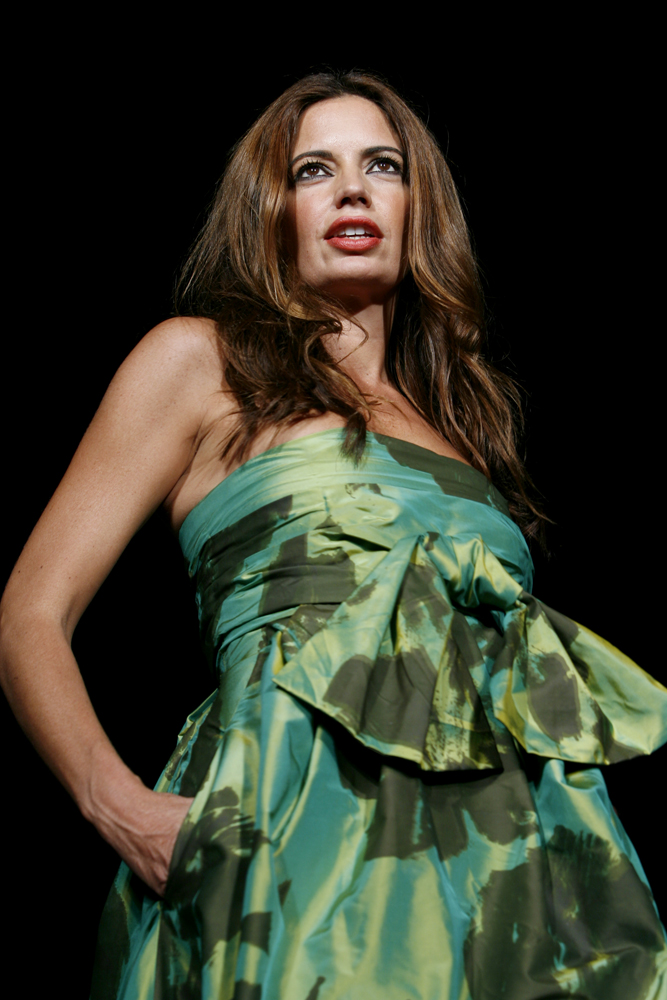
Moderatorin Bárbara Guimarães

Die 15. Verleihung des Globo de Ouro fand am 23. Mai 2010 im Coliseu dos Recreios in Lissabon statt. Der Gala-Abend wurde von Bárbara Guimarães moderiert und vom mitveranstaltenden Fernsehsender SIC übertragen.
Den Globo de Ouro, für Leistungen im Jahr 2009, erhielten im Jahr 2010 folgende Persönlichkeiten:

## Auszeichnungen nach Kategorien

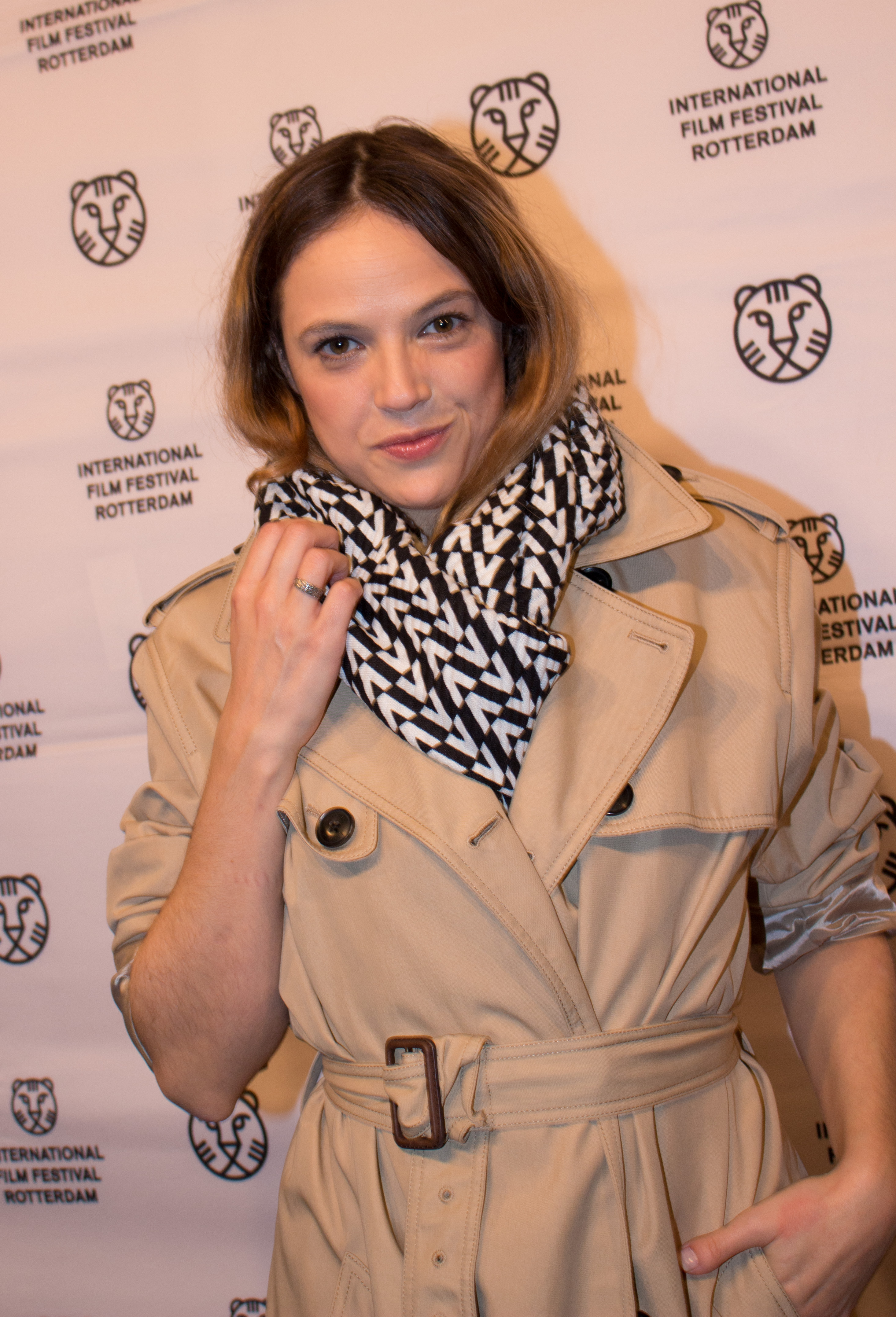
Catarina Wallenstein

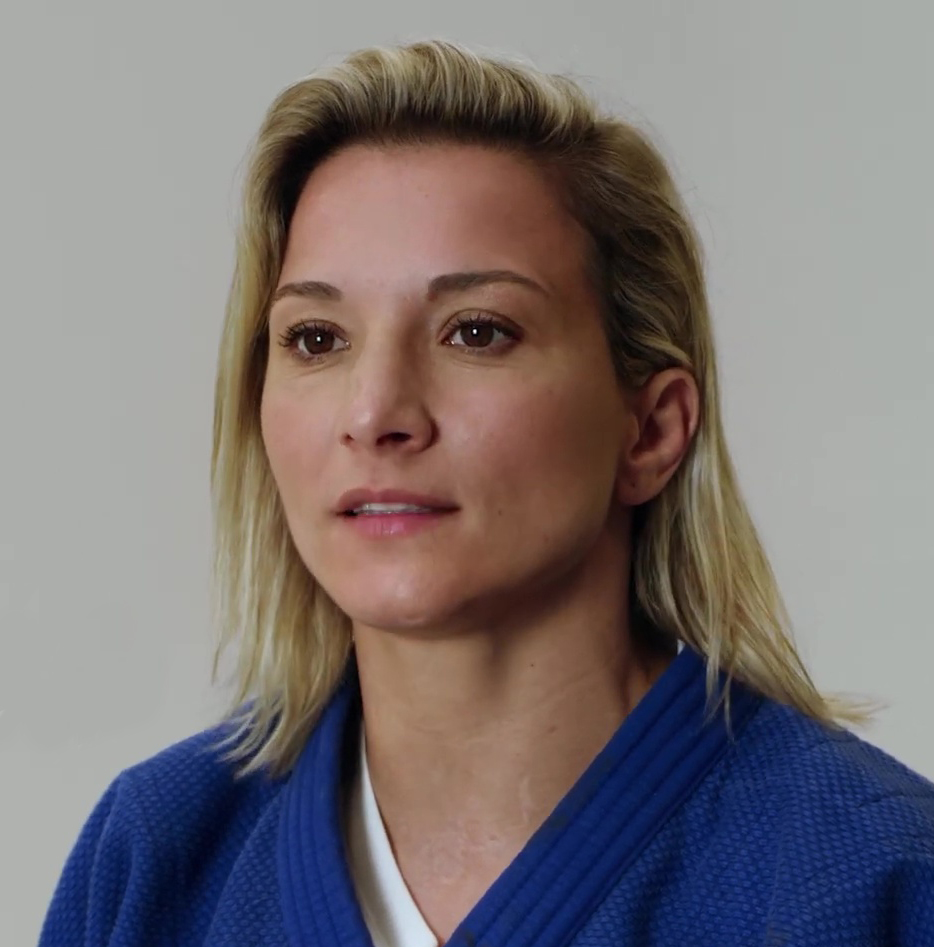
Telma Monteiro

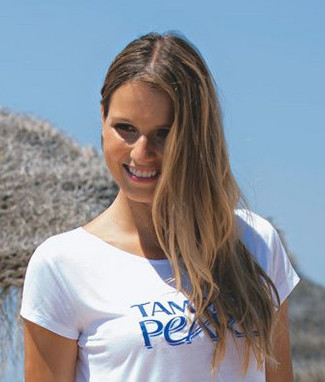
Jani Gabriel

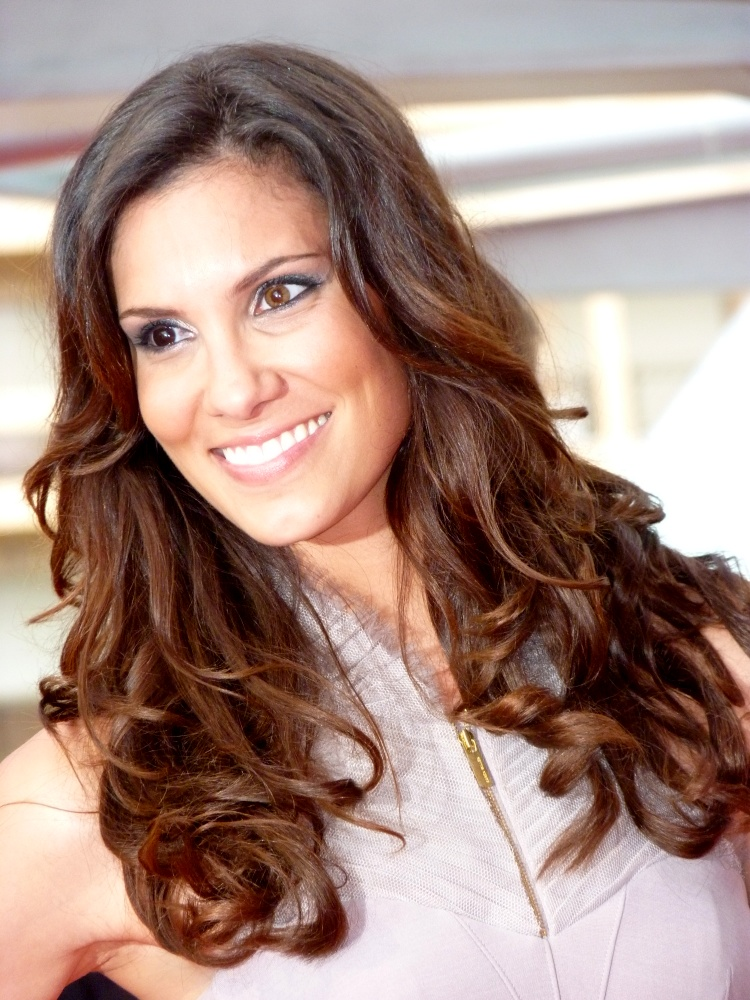
Daniela Ruah

### Kino
- Bester Film: Um Amor de Perdição von Mário Barroso
- Beste Schauspielerin: Catarina Wallenstein (für Singularidades de uma Rapariga Loira, Um Amor de Perdição und A Vida Privada de Salazar)
- Bester Schauspieler: Rui Morisson für Os Sorrisos do Destino (Regie: Fernando Lopes)

### Sport
- Beste Sportlerin: Telma Monteiro
- Bester Sportler: Nelson Évora
- Bester Fußballtrainer: José Mourinho

### Mode
- Bestes weibliches Model: Jani Gabriel
- Bestes männliche Model: Bruno Rosendo
- Bester Modedesigner: Ana Salazar

### Musik
- Bester Einzelinterpret: Ana Moura (für das Album Leva-me aos Fados)
- Beste Gruppe: Xutos & Pontapés (für das Album 30 Anos à Nossa Maneira)
- Bestes Lied: Gaivota der Gruppe Hoje

### Theater
- Beste Schauspielerin: Manuela Maria (im Stück A casa do lago)
- Bester Schauspieler: Virgílio Castelo (im Stück O Camareiro)
- Beste Aufführung:  O Camareiro (Inszenierung João Mota)

### Entdeckung des Jahres
- Daniela Ruah

### Anerkennung für außergewöhnliche Verdienste
- Artur Agostinho